# NGC 4714
NGC 4714 is een elliptisch sterrenstelsel in het sterrenbeeld Raaf. Het hemelobject werd op 27 maart 1786 ontdekt door de Duits-Britse astronoom William Herschel.

## Synoniemen
- MCG -2-33-18
- PGC 43442